# قطعنامه ۹۵۱ شورای امنیت
قطعنامه  ۹۵۱ شورای امنیت سازمان ملل متحد که در تاریخ ۲۱ اکتبر ۱۹۹۴ تصویب شد، سندی بین‌المللی دربارهٔ دیوان بین‌المللی دادگستری است. این قطعنامه طی نشست ۳۴۴۳ام    تصویب شد.